# Lijst van spoorwegstations in het Verenigd Koninkrijk - I
Dit is een lijst van spoorwegstations in het Verenigd Koninkrijk waarvan de naam begint met een I.
| Station        | Code | Graafschap/ County/ City | District                  | Beheerder                    | Passagiers in/uit 2004-2005 (mln) | Passagiers in/uit 2005-2006 (mln) | Passagiers in/uit 2006-2007 (mln) | Passagiers in/uit 2007-2008 (mln) | Passagiers in/uit 2008-2009 (mln) |
| -------------- | ---- | ------------------------ | ------------------------- | ---------------------------- | --------------------------------- | --------------------------------- | --------------------------------- | --------------------------------- | --------------------------------- |
| IBM            | IBM  | Inverclyde               |                           | ScotRail                     | 0,129                             | 0,117                             | 0,094                             | 0,094                             | 0,206                             |
| Ifield         | IFI  | West Sussex              | Crawley                   | Southern                     | 0,237                             | 0,24                              | 0,267                             | 0,29                              | 0,299                             |
| Ilford         | IFD  | Groot-Londen             | Redbridge                 | National Express East Anglia | 2,932                             | 2,624                             | 5,075                             | 6,12                              | 5,559                             |
| Ilkley         | ILK  | West Yorkshire           | Bradford                  | Northern Rail                | 0,81                              | 0,847                             | 0,918                             | 0,938                             | 1,212                             |
| Ince (Wigan)   | INC  | Greater Manchester       | Wigan                     | Northern Rail                | 0,009                             | 0,01                              | 0,011                             | 0,012                             | 0,015                             |
| Ince and Elton | INE  | Cheshire                 | Cheshire West and Chester | Northern Rail                | 0,001                             | 0,001                             | 0,001                             | 0,001                             | 0,001                             |
| Ingatestone    | INT  | Essex                    | Brentwood                 | National Express East Anglia | 0,606                             | 0,628                             | 0,63                              | 0,649                             | 0,638                             |
| Insch          | INS  | Aberdeenshire            |                           | ScotRail                     | 0,062                             | 0,066                             | 0,066                             | 0,073                             | 0,079                             |
| Invergordon    | IGD  | Highland                 |                           | ScotRail                     | 0,008                             | 0,009                             | 0,013                             | 0,016                             | 0,02                              |
| Invergowrie    | ING  | Perth and Kinross        |                           | ScotRail                     | 0,001                             | 0,002                             | 0,002                             | 0,002                             | 0,001                             |
| Inverkeithing  | INK  | Fife                     |                           | ScotRail                     | 0,988                             | 0,972                             | 0,986                             | 1,032                             | 0,993                             |
| Inverkip       | INP  | Inverclyde               |                           | ScotRail                     | 0,036                             | 0,041                             | 0,044                             | 0,047                             | 0,059                             |
| Inverness      | INV  | Highland                 |                           | ScotRail                     | 0,823                             | 0,873                             | 0,916                             | 0,976                             | 1,044                             |
| Invershin      | INH  | Highland                 |                           | ScotRail                     | 0                                 | 0                                 | 0                                 | 0                                 | 0                                 |
| Inverurie      | INR  | Aberdeenshire            |                           | ScotRail                     | 0,128                             | 0,154                             | 0,176                             | 0,195                             | 0,224                             |
| Ipswich        | IPS  | Suffolk                  | Ipswich                   | National Express East Anglia | 2,017                             | 2,145                             | 2,402                             | 2,807                             | 2,825                             |
| Irlam          | IRL  | Greater Manchester       | Salford                   | Northern Rail                | 0,103                             | 0,12                              | 0,123                             | 0,135                             | 0,181                             |
| Irvine         | IRV  | North Ayrshire           |                           | ScotRail                     | 0,701                             | 0,762                             | 0,81                              | 0,779                             | 1,038                             |
| Isleworth      | ISL  | Groot-Londen             | Hounslow                  | South West Trains            | 0,264                             | 0,303                             | 0,677                             | 0,85                              | 0,813                             |
| Islip          | ISP  | Oxfordshire              | Cherwell                  | Great Western Railway        | 0,019                             | 0,016                             | 0,018                             | 0,014                             | 0,017                             |
| Iver           | IVR  | Buckinghamshire          | South Bucks               | Great Western Railway        | 0,111                             | 0,136                             | 0,143                             | 0,148                             | 0,157                             |
| Ivybridge      | IVY  | Devon                    | South Hams                | Great Western Railway        | 0,041                             | 0,048                             | 0,059                             | 0,06                              | 0,064                             |

A · 
B · 
C · 
D · 
E · 
F · 
G · 
H · 
I · 
J · 
K · 
L · 
M · 
N · 
O · 
P · 
Q · 
R · 
S · 
T · 
U · 
V · 
W · 
X · 
Y · 
Z

Alle stations (sorteerbaar)